# Аксютин, Борис Родионович
Борис Родионович Аксютин (5 июля 1922, Ростов-на-Дону — 18 ноября 2001, Москва) — конструктор ракетно-космической техники, главный конструктор Центрального конструкторского бюро тяжёлого машиностроения (ЦКБ ТМ).
Герой Социалистического Труда (1981). Кандидат технических наук (1970). Доцент.

## Биография
Аксютин Б. Р. родился в Ростове-на-Дону в 1922 году.
Окончил МВТУ им. Н. Э. Баумана по специальности «Подъёмно-транспортные машины» (1949). После окончания института по распределению был направлен в ЦКБ ТМ, где начал работу с создания наземного оборудования для первых советских ракет и их пуска с полигона «Капустин Яр» (Астраханская область).
После того как ЦКБ ТМ было назначено главным по разработке командных пунктов, под его руководством разработана одна из модификаций командного пункта шахтного типа; за эту работу удостоен звания Героя Социалистического Труда (1981).
Под его руководством созданы многие виды стартового оборудования и командных пунктов РВСН.
Умер в 2001 году. Похоронен на Миусском кладбище в Москве.

## Награды и звания
- Герой Социалистического Труда (9 января 1981)
- три ордена Ленина (1969, 1975, 1981)
- два ордена Трудового Красного Знамени(1956, 1964)
- медали
- Ленинская премия (1986)

## Память
Аксютин Б. Р. является автором многих научных трудов и 86 изобретений.